# Florent Luyckx
Florent Luyckx (20 januari 1964) is een Nederlands radioproducent. Hij bekleedt vooral leidinggevende functies bij mediabedrijven.

## Loopbaan
Florent Luyckx begon eind jaren 80 als muziekpromotor bij platenfirma Zomba. In 1998 werd hij general manager van het label. In januari 2003 stapte hij over naar NPO radio als zendermanager van 3FM. In 2004 was hij mede-bedenker van de 3FM Awards en Serious Request, de goede-doelen-actie van 3FM.
In 2009 werd Luyckx CEO van reclamebureau Y&R Not Just Film. In 2011 werd hij directeur content van de 538 groep. In september 2013 werd hij tijdelijk algemeen directeur van Q-group in België.
In 2016 startte hij zijn bedrijf Flolicious, een bureau voor talentmanagement en marketing-consultancy. Daarnaast was hij van september 2018 tot 3 april 2020 radiodirecteur (ad interim) van Radio Veronica.
Sinds mei 2021 is hij hoofd radio bij omroep PowNed.